# Yamaha CX5M

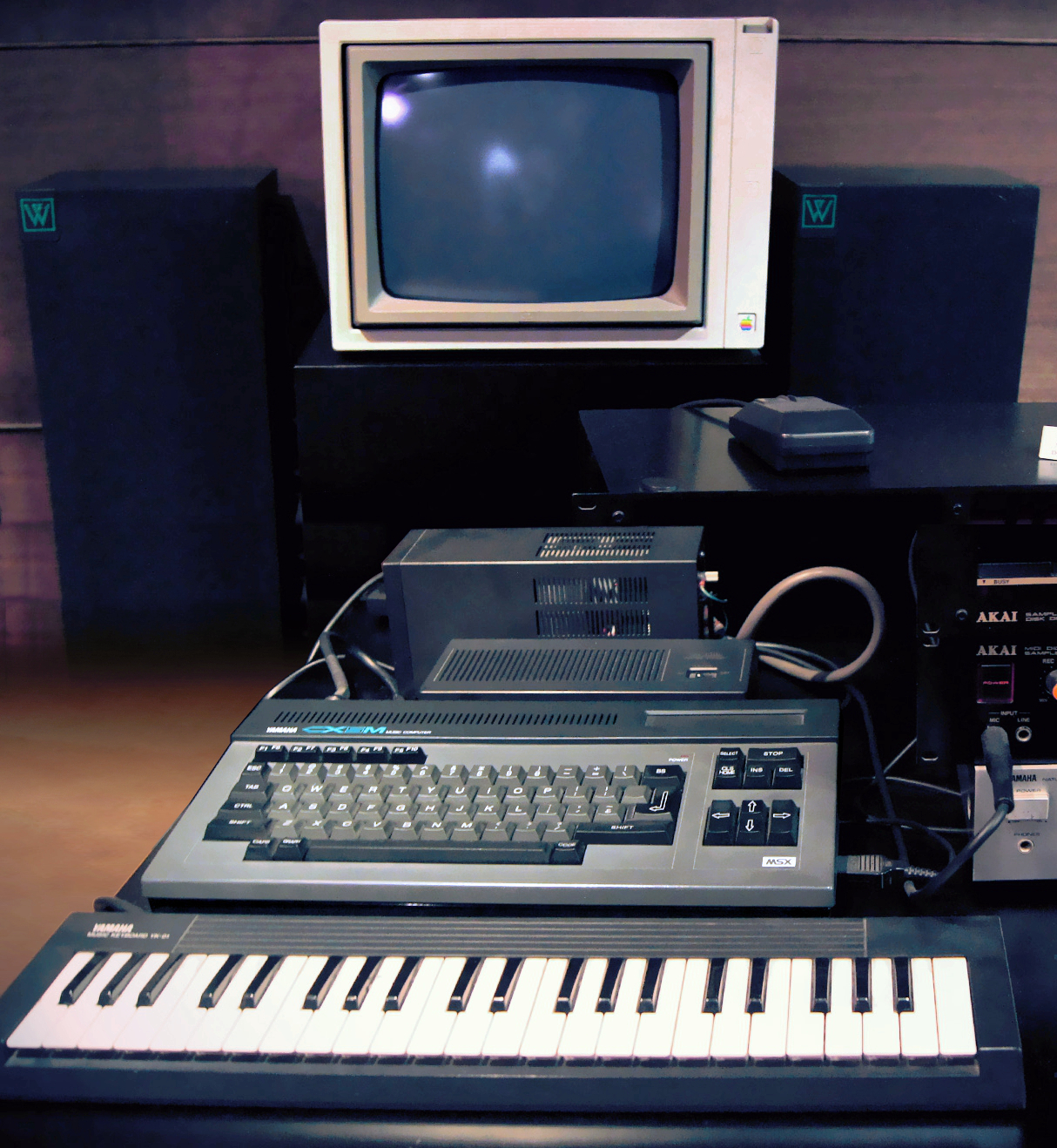
Yamaha CX5M met klavier en randapparatuur

De Yamaha CX5M is een MSX-compatibele homecomputer met een ingebouwde 8-stemmige FM-synthesizermodule. Het model is geïntroduceerd in 1984 door Yamaha.
De FM-synthesizer heeft een stereo audio-uitgang, een ingang voor een speciaal ontworpen 4-octaaf keyboard, en MIDI-ingang/uitgang poorten. Het eerste model CX5M kon alleen gegevens sturen naar een Yamaha DX7, vanaf de tweede revisie was er ondersteuning voor overige keyboards.

## Beschrijving
De Yamaha CX5M kwam op de markt in 1984-1985 en was gebaseerd op de MSX-standaard. De homecomputer bleek een commerciële flop. De functies waren beperkt en er was geen aanslaggevoeligheid. De machine had een 8-bits Zilog Z80-processor met een kloksnelheid van 3,5 MHz, en draaide naast het standaard MSX BASIC ook een besturingssysteem wat veel op MS-DOS leek. Het beeldscherm kon alleen via een RF en een composiet-uitgang worden aangesloten.

## Specificaties
De CX5M kwam inclusief twee sleuven voor het invoeren van voorgeprogrammeerde cartridges. Hiermee kon de mogelijkheden van het apparaat worden uitgebreid, zoals voor spellen en applicaties. Yamaha produceerde een reeks cartridges waaronder een programmeur voor de DX-serie van Yamaha's keyboards, en een sequencer. De Voice Editor en de Music Composer stonden de gebruiker toe om een groep van 48 klanken te programmeren voor de ingebouwde synthesizer van de CX5M, en tot 8 kanalen in te spelen met interne klanken, of externe klanken via MIDI.
De basis van de geluidsmodule binnenin de CX5M werkt met de YM2151 geluidschip van Yamaha. Deze chip ondersteunt 8 geluidskanalen en was een van de eerste FM-geluidschips.
Standaard zijn er 46 klanken aanwezig die bespeeld kunnen worden. Om in de speelstand te komen moet de instructie "call music" worden ingetoetst.

## Versies

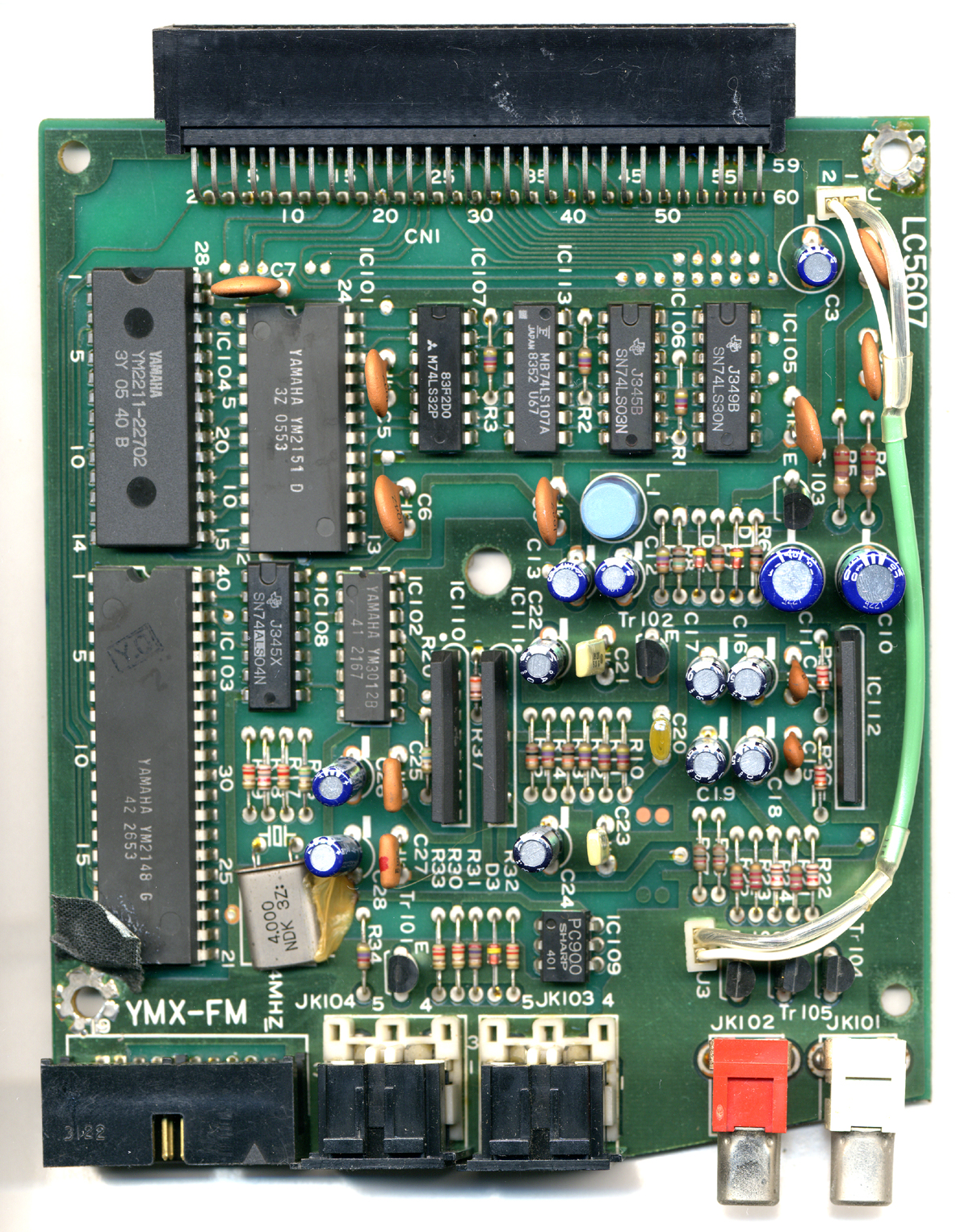
Yamaha FM-synthesizermodule

Er zijn drie versies van de CX5M uitgebracht, met de volgende versies van de geluidsmodule.
- SFG-01 - deze versie kon geen MIDI-informatie ontvangen, had een speciaal extern keyboard nodig en kon alleen gegevens verzenden naar de Yamaha DX7 via de MIDI-poort.
- SFG-05 - de tweede versie had een upgrade van het FM-systeem voor de CX5M II, en MIDI-invoer/uitvoer ondersteuning naar elk keyboard.
- FB-01 module - dit was essentieel een SFG-05 in een losse behuizing.

## Cartridges
De volgende cartridges waren beschikbaar voor de Yamaha CX5M.
- YRM-101 FM Music Composer
- YRM-102 FM Voicing Program
- YRM-103 DX7 Voicing Program
- YRM-104 Music Macro
- YRM-105 DX9 Voicing Program
- YRM-301 MIDI Recorder
- YRM-302 RX Editor
- YRM-303 MIDI Macro & Monitor
- YRM-304 DX7 Voicing Program II
- YRM-305 DX21 Voicing Program
- YRM-501 FM Music Composer II
- YRM-502 FM Voicing Program II
- YRM-504 Music Macro II
- YRM-506 FB-01 Voicing Program